# الأجيال القادمة
الأجيال القادمة هي الأجيال القادمة في المستقبل، بعد الأجيال الحية من البشر. يتناقض جيل المستقبل مع الأجيال الحالية والسابقة، ويُسْتَحْضَر من أجل خلق تفكير حول المساواة بين الأجيال. تمت مناقشة الصبر الأخلاقي للأجيال القادمة على نطاق واسع بين الفلاسفة، ويعتقد أنه سبب مهم مهمل من قبل مجتمع الإيثار الفعال. غالبًا ما يستخدم المصطلح في وصف حفظ أو الحفاظ على التراث الثقافي أو التراث الطبيعي.
تبنت حركات الاستدامة والعمل المناخي هذا المفهوم كأداة لترسيخ مبادئ التفكير طويل الأمد في القانون. غالبًا ما يرتبط هذا المفهوم بالتفكير الأصلي كمبدأ للعمل البيئي، مثل مفهوم الجيل السبعة المنسوب إلى تقليد الإيروكوا.